# Abundância ecológica

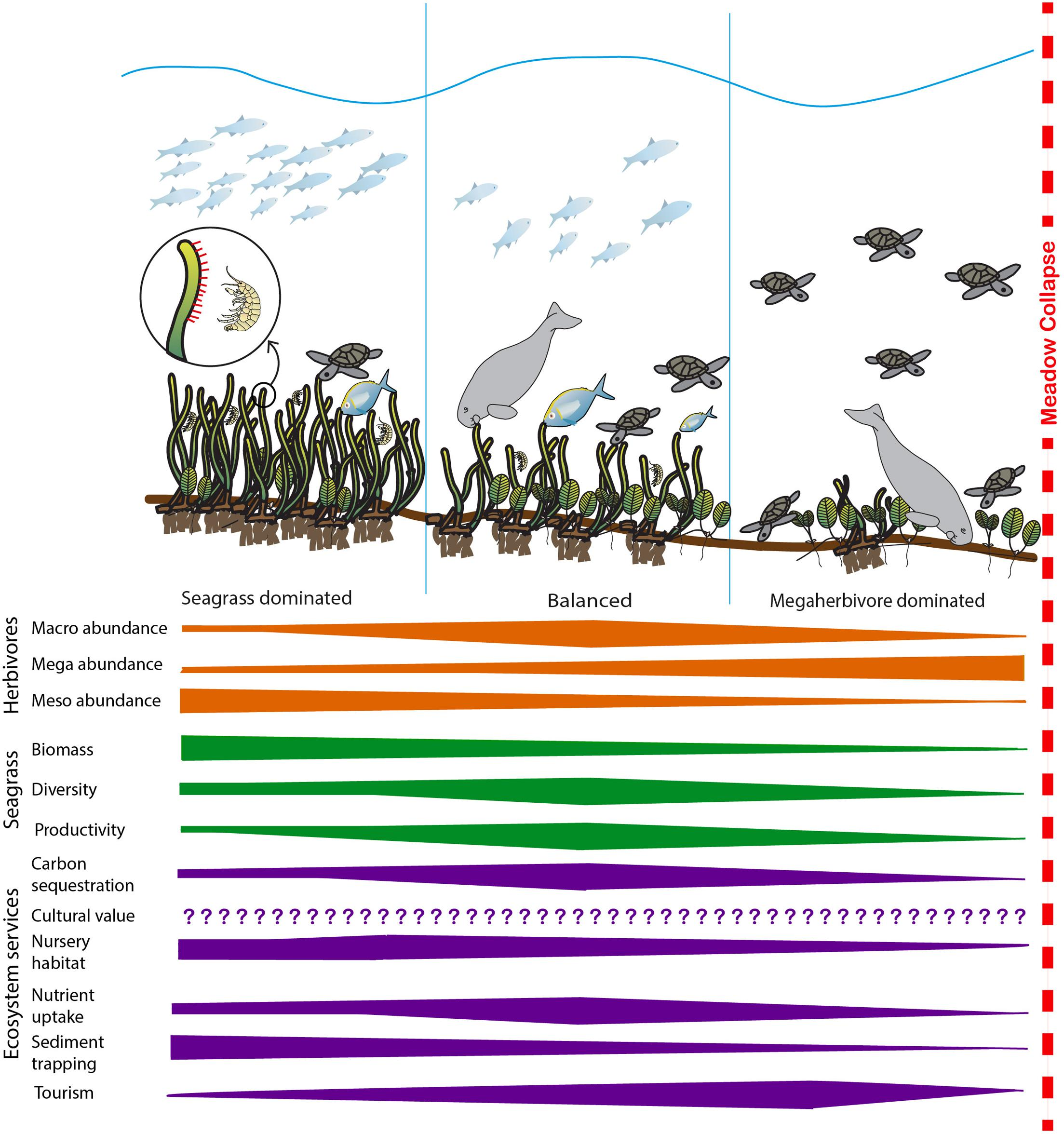
Efeitos da abundância de herbívoros em bancos de algas marinhas.

Em ecologia, a abundância é a representação relativa de uma espécie em um determinado ecossistema. Geralmente, é medida como o número de indivíduos encontrados por amostra. A proporção da abundância de uma espécie em relação a uma ou várias outras espécies que vivem em um ecossistema é chamada de abundância relativa de espécies. Ambos os indicadores são relevantes para os cálculos da biodiversidade.
Uma variedade de métodos de amostragem é usada para medir a abundância. Para animais maiores, esses métodos podem incluir contagens por holofotes, contagens de rastros e contagens de atropelamento, bem como a presença em estações de observação. Em muitas comunidades vegetais, a abundância de espécies vegetais é medida pela cobertura vegetal, ou seja, a área relativa coberta por diferentes espécies de plantas em uma pequena área.
Em termos mais simples, a abundância geralmente é medida identificando e contando cada indivíduo de cada espécie em um dado setor. É comum que a distribuição de espécies seja assimétrica, de modo que poucas espécies representem a maioria dos indivíduos coletados. A abundância relativa de espécies é calculada dividindo o número de indivíduos de uma espécie pelo número total de indivíduos de todas as espécies em um determinado local e tempo.

## Ecologia de comunidades
Essas medidas fazem parte da ecologia de comunidades. Compreender os padrões dentro de uma comunidade é fácil quando a comunidade tem um número relativamente baixo de espécies. No entanto, a maioria das comunidades não tem um número baixo de espécies. Medir a abundância de espécies permite entender como as espécies são distribuídas dentro de um ecossistema. Por exemplo, pântanos de água salgada sofrem influxo de água do mar, o que faz com que apenas algumas espécies adaptadas a sobreviver em água salgada e doce sejam abundantes. Em contrapartida, em áreas úmidas continentais, a abundância de espécies é mais uniformemente distribuída entre as espécies que vivem ali.
Na maioria dos ecossistemas em que a abundância foi calculada, geralmente apenas um pequeno número de espécies é abundante, enquanto um grande número é bastante raro. Essas espécies abundantes são frequentemente generalistas, enquanto muitas espécies raras são especialistas. Uma alta densidade de uma espécie em várias localidades geralmente leva a ela ser relativamente abundante em um ecossistema. Portanto, uma alta abundância local pode ser diretamente ligada a uma alta distribuição regional. Espécies com alta abundância tendem a ter mais descendentes, e esses descendentes, por sua vez, têm maior probabilidade de colonizar um novo setor do ecossistema do que uma espécie menos abundante. Assim, inicia-se um ciclo de retroalimentação positiva que leva a uma distribuição de espécies em que algumas "espécies centrais" são amplamente distribuídas, enquanto outras espécies são restritas e escassas, conhecidas como "espécies satélites".

## Distribuição de abundância das espécies
A distribuição de abundância das espécies (DAE) é um dos principais usos dessa medida. A DAE é uma medida de quão comuns ou raras são as espécies dentro de um ecossistema. Isso permite que os pesquisadores avaliem como diferentes espécies são distribuídas ao longo de um ecossistema. A DAE é uma das medidas mais básicas em ecologia e é usada com muita frequência, o que levou ao desenvolvimento de diversos métodos de medição e análise.

## Medição
Existem vários métodos para medir a abundância. Um exemplo disso são as classificações de abundância semiquantitativas. Esses são métodos de medição que envolvem estimativas baseadas na observação de uma área específica de tamanho designado. As duas classificações de abundância semiquantitativas usadas são conhecidas como "D.A.F.O.R." e "A.C.F.O.R."
A escala "A.C.F.O.R." é a seguinte:
- A – Espécie observada é "Abundante" na área dada.
- C – Espécie observada é "Comum" na área dada.
- F – Espécie observada é "Frequente" na área dada.
- O – Espécie observada é "Ocasional" na área dada.
- R – Espécie observada é "Rara" na área dada.

A escala D.A.F.O.R. é a seguinte:
- D – Espécie observada é "Dominante" na área dada.
- A – Espécie observada é "Abundante" na área dada.
- F – Espécie observada é "Frequente" na área dada.
- O – Espécie observada é "Ocasional" na área dada.
- R – Espécie observada é "Rara" na área dada.

Esses métodos são úteis para obter uma estimativa aproximada da abundância de espécies em uma área designada, mas não são medições exatas ou objetivas. Portanto, se outro método de medição de abundância estiver disponível, ele deve ser usado, pois levará a dados mais úteis e quantificáveis.